# Huerta de Valdecarábanos
Huerta de Valdecarábanos és un municipi de la província de Toledo, a la comunitat autònoma de Castella la Manxa. Limita amb Yepes, Ocaña i Cabañas de Yepes al nord, Dosbarrios a l'est, La Guardia, Villanueva de Bogas i Mora al sud, i Villamuelas i Villasequilla a l'oest.

## Demografia
| 1996  | 1998  | 1999  | 2000  | 2001  | 2002  | 2003  | 2004  | 2005  | 2006  |
| ----- | ----- | ----- | ----- | ----- | ----- | ----- | ----- | ----- | ----- |
| 1.715 | 1.683 | 1.685 | 1.661 | 1.684 | 1.708 | 1.719 | 1.724 | 1.763 | 1.784 |

## Administració
| Període      | Nom de l'alcalde/-essa               | Partit polític | Data de possessió |
| ------------ | ------------------------------------ | -------------- | ----------------- |
| 1979 - 1983  | Vicente López Adán                   | AP/PDP/UL      | 19/04/1979        |
| 1983 - 1987  | Benito Adán García                   | AP/PDP/UL      | 28/05/1983        |
| 1987 - 1991  | Miguel Martín Valero                 | PSOE           | 30/06/1987        |
| 1991 - 1995  | Miguel Martín Valero                 | PSOE           | 15/06/1991        |
| 1995 - 1999  | Miguel Martín Valero                 | PSOE           | 17/06/1995        |
| 1999 - 2003  | Miguel Martín Valero                 | PSOE           | 03/07/1999        |
| 2003 - 2007  | Miguel Martín Valero                 | PSOE           | 14/06/2003        |
| 2007 - 2011  | Pedro Miguel García del Rincón Luján | PP             | 16/06/2007        |
| 2011 - 2015  | n/d                                  | n/d            | 11/06/2011        |
| 2015 - 2019  | n/d                                  | n/d            | 13/06/2015        |
| 2019 - 2023  | n/d                                  | n/d            | 15/06/2019        |
| Des del 2023 | n/d                                  | n/d            | 17/06/2023        |